# Simon-Garfunkel (planetoïde)
91287 Simon-Garfunkel is een planetoïde. Zij is ontdekt op 21 maart 1999 door Cristóvão Jacques. Haar oorspronkelijke aanduiding was 1999 FP21, maar later werd zij vernoemd naar het zangduo Simon & Garfunkel.
De planetoïde bevindt zich in een baan in de planetoïdengordel, tussen Mars en Jupiter, en ligt op een afstand van 2.3 AE van de Zon.
De planetoïde heeft een omlooptijd van 1264 dagen (3,46 aardse jaren).